# 朱韶䐾
韩王朱韶䐾（？—1644年），明代韩敬王朱亶𡺊之子。明崇祯间袭封。崇禎十六年（1643年）李自成攻入平凉府后被俘并被大顺军一起执入北京。崇禎十七年（1644年）四月李自成兵败山海关后，朱韶䐾在山西被南撤的大顺军处决。其后裔无考。中国官修正史中没有关于朱韶䐾的记载。但是《中國明朝檔案總匯·第84冊》中摘錄的崇禎十二年（1634年）五月二十五日《皇帝为戒勉荣王等王事敕谕》中明確開列韓王韶䐾的名封於後，因此明確證明明代最後一代韓王應為朱韶䐾。